# عائلة الخميني
عَائِلَةُ ٱلْخُمَيْنِيُّ (بالفارسيَّة:  خاندان خمینی)، هي عائلةٌ شيعيةٌ دينيةٌ إيرانيةٌ هاجرت من نَيْسَابُور إلى أَوَدْه في القرن الثامن عشر، ثم استقرت أخيرًا في خمين في أوائل القرن التاسع عشر. تعود أصول العائلة إلى النَّسَبِ الصَّفَوِيِّ 
المُوسَوِيِّ، حيث يرجع نسبها إلى الْإمَامُ السَّابعُ مُوْسَى الكَاظِمُ، ما يجعلها من العائلات المُوسَوِيَّة ذات الجذور الصَّفَوِيَّة.

## التاريخ والنسب
لم تكن العائلة تحمل لقبًا محددًا قبل عام 1921، وكانوا عادةً ما يستخدمون نسبة «موسوي» نسبة لجدهم موسى الكاظم أو «هندي»، والذي يعني من الهند، لأن جدهم هاجر من هناك. ومع ذلك، بعد الانقلاب الفارسي عام 1921، عندما أصدر رضا شاه قانونًا يأمر جميع الإيرانيين بأخذ لقب؛ اختار روح الله لنفسه لقب الخميني من «خمين»، بينما اختار شقيقه مرتضى لقب باسانديده وتعني «السعيد»، بينما اختار نور الدين لقب الهندي من «الهند».

نسب عائلة الخميني هو كما يلي:
 مصطفى الخميني بن أحمد الهندي بن علي بن صفدر بن أمير الدين بن الحسين بن يحيى بن عبد الهادي بن نوروز الشهيد بن الحسن بن عبد الغني بن محمد جبل العاملي بن حيدر الثاني بن إسحاق صفي الدين بن جبريل أمين الدين بن صالح بن حيدر قطب الدين بن رشيد صلاح الدين بن محمد الأفضل الحافظ بن عوض الخواص بن فيروز حبيب الدين بن محمد أبو المكارم بن شرف الشاه بن محمد أبو رافع بن الحسن أبو الصلاح بن محمد بن إبراهيم الأدهم بن جعفر أبو عبد الله بن محمد أبو يعلى بن إسماعيل النقيب بن محمد المجدور بن أحمد الأسود بن محمد الأعرابي بن القاسم بن حمزة الأكبر بن موسى الكاظم بن جعفر الصادق بن محمد الباقر بن  علي زين العابدين بن الحسين السبط بن علي بن أبي طالب.

## الأعضاء البارزين

### الجيل الأول
- أحمد الهندي (1800-1869) هو ابن علي شاه الدين وحفيد أمير الدين الصفوي الموسوي، وكان عالمًا. غادر الهند هربًا من الحكم الاستعماري في عام 1830، وهاجر إلى النجف، ثم استقر أخيرًا في خمين في عام 1834 م.

### الجيل الثاني
- مصطفى الموسوي (1862-1903) كان ابن أحمد هندي، وكان رجل دين، وقُتل بعد أشهر من ولادة ابنه روح الله، بسبب نشاطه الذي استهدف أصحاب الأراضي الأثرياء.[10]

### الجيل الثالث
- مرتضى باسانديده (1893–1996)[11] هو ابن مصطفى الموسوي، وكان عالمًا وشاعرًا.
- نور الدين الهندي (1898-1986) هو ابن مصطفى الموسوي، وكان عالمًا ويؤم الصلاة في مرقد العباس. وقد دُفن في المرقد الحسيني.
- روح الله الخميني (1900-1989) هو ابن مصطفى الموسوي، وكان سياسيًا وثوريًا ورجل دين إيرانيًا. كان مؤسس الجمهورية الإسلامية الإيرانية وزعيم الثورة الإيرانية عام 1979 التي شهدت الإطاحة بالشاه الأخير لإيران، محمد رضا بهلوي. بعد الثورة، أصبح الخميني المرشد الأعلى للبلاد، وهو المنصب الذي أُنشئ في دستور الجمهورية الإسلامية باعتباره أعلى سلطة سياسية ودينية في الأمة، والذي احتفظ به حتى وفاته.

### الجيل الرابع
- مصطفى الخميني (1930-1977) هو ابن روح الله الخميني، توفي قبل الثورة الإيرانية.
- أحمد الخميني (1946-1995) هو ابن روح الله الخميني، وكان المساعد الرئيس لوالده قبل الثورة الإيرانية وأثناءها وبعدها. وكان بمثابة حلقة الوصل بين والده والمسؤولين والشعب. كان لديه عدة مناصب اتخاذ القرار.

### الجيل الخامس
- حسين الخميني (من مواليد 1959) هو ابن مصطفى الخميني، وهو رجل دين ويُعتبر ليبراليًّا[الإنجليزية] علمانيًّا وناقدًا صريحًا للحكومة الدينية في إيران.
- حسن الخميني (من مواليد 1972) هو ابن أحمد الخميني، وهو رجل دين عُين قائمًا على رعاية مرقد الخميني في عام 1995 حيث دُفن جده ووالده. انخرط في الحياة السياسية في عام 2015، وترشح لعضوية مجلس الخبراء في انتخابات عام 2016[الإنجليزية]. لكن مجلس صيانة الدستور رفض ترشيحه بسبب المعايير.
- ياسر الخميني هو ابن أحمد الخميني، وهو رجل دين وخطيب.
- علي الخميني هو ابن أحمد الخميني

### الجيل السادس
- أحمد الخميني (مواليد 1997) هو ابن حسن الخميني. وهو رجل دين. يقال إنه مستهدف في كثير من الأحيان، لكونه ابن حسن الخميني، وهو شخص تشك فيه المؤسسات المحافظة في إيران بسبب تعاطفها المفترض مع الإصلاحيين.[12]